# Ralph Bunche
Ralph Johnson Bunche (7. srpna 1904 Detroit – 9. prosince 1971 New York) byl americký politolog a diplomat, který v roce 1950 získal Nobelovu cenu za mír. Byl to první Afroameričan v historii, který získal Nobelovu cenu. Podílel se na vzniku OSN a v roce 1963 mu prezident John Fitzgerald Kennedy udělil Prezidentskou medaili svobody.